# Модель бинарного выбора
Модель бинарного выбора — применяемая в эконометрике модель зависимости бинарной переменной (принимающей всего два значения — 0 и 1) от совокупности факторов. Построение обычной линейной модели для таких зависимых переменных теоретически некорректно, так как условное математическое ожидание таких переменных равно вероятности того, что зависимая переменная примет значение 1, а линейная модель допускает в том числе отрицательные значения и значения выше 1 (притом что вероятность должна быть от 0 до 1). Поэтому обычно используются некоторые интегральные функции распределения. Чаще всего используются нормальное распределение (пробит), логистическое распределение (логит) , распределение Гомперца (гомпит).

## Сущность модели
Пусть переменная {\displaystyle Y} является бинарной, то есть может принимать только два значения, которые для упрощения предполагаются равными {\displaystyle 1} и {\displaystyle 0}. Например, {\displaystyle Y} может означать наличие/отсутствие каких-либо условий, успех или провал чего-либо, ответ да/нет в опросе и т. д. Пусть также имеется вектор регрессоров (факторов) {\displaystyle X}, которые оказывают влияние на {\displaystyle Y}.
Регрессионная модель имеет дело с условным по факторам математическим ожиданием зависимой переменной, которое в данном случае равно вероятности того, что зависимая переменная равна 1. В самом деле, по определению математического ожидания и с учетом всего двух возможных значений имеем:
{\displaystyle E(Y\mid X=x)=1\cdot P(Y=1\mid X=x)+0\cdot P(Y=0\mid X=x)=P(Y=1\mid X=x)=p(x)}
В связи с этим применение, например, стандартной модели линейной регрессии {\displaystyle y=x^{T}b+\varepsilon } теоретически некорректно хотя бы потому, что вероятность по определению принимает ограниченные значения от 0 до 1. В связи с этим разумно моделировать {\displaystyle p(x)} через интегральные функции тех или иных распределений. 
Обычно предполагается, что имеется некая скрытая (не наблюдаемая) "обычная" переменная  {\displaystyle Y^{*}}, в зависимости от значений которой наблюдаемая переменная {\displaystyle Y} принимает значение 0 или единица:
{\displaystyle Y={\begin{cases}1,Y^{*}>0\\0,Y^{*}<0\end{cases}}}
Предполагается, что скрытая переменная зависит от факторов {\displaystyle X} в смысле обычной линейной регрессии {\displaystyle y^{*}=x^{T}b+\varepsilon }, где случайная ошибка имеет распределение {\displaystyle F}. Тогда
{\displaystyle p(x)=P(Y^{*}>0|X=x)=P(x^{T}b+\varepsilon >0)=P(\varepsilon >-x^{T}b)=1-F(-x^{T}b)}
Если распределение симметричное, то можно записать
{\displaystyle p(x)=F(x^{T}b)}

### Экономическая интерпретация
Ещё одно обоснование заключается в использовании понятия полезности альтернатив — не наблюдаемой функции {\displaystyle U(y,x)}, то есть фактически двух функций {\displaystyle U_{1}(x)=x^{T}b_{1}+\varepsilon _{1}} и {\displaystyle U_{0}(x)=x^{T}b_{0}+\varepsilon _{0}} соответственно для двух альтернатив. Логично предположить, что если при заданных значениях факторов полезность одной альтернативы больше полезности другой, то выбирается первая и наоборот. В связи с этим разумно рассмотреть функцию разности полезностей альтернатив {\displaystyle \Delta U(x)=U_{1}(x)-U_{0}(x)=x^{T}(b_{1}-b_{0})+(\varepsilon _{1}-\varepsilon _{0})=x^{T}b+\varepsilon }. Если она больше нуля, то выбирается первая альтернатива, если меньше или равна нулю — то вторая. Таким образом, функция разности полезностей альтернатив здесь выполняет роль той самой скрытой переменной. Наличие случайной ошибки в моделях полезностей позволяет учесть не абсолютную детерминированность выбора (по крайней мере не детерминированность данным набором факторов, хотя элемент случайности выбора есть при любом наборе факторов).

## Модели по видам распределений
Пробит. В пробит-модели в качестве {\displaystyle F} используется интегральная функция стандартного нормального распределения {\displaystyle \Phi }:
{\displaystyle p(x)=1-\Phi (-x^{T}b)=\Phi (x^{T}b)}
Логит. В логит-модели используется CDF логистического распределения:
{\displaystyle p(x)=1-e^{-x^{T}b}/(1+e^{-x^{T}b})=e^{x^{T}b}/(1+e^{x^{T}b})}
Гомпит. Используется распределение экстремальных значений - распределение Гомперца:
{\displaystyle p(x)=1-(1-e^{e^{-x^{T}b}})=e^{e^{-x^{T}b}}}

## Оценка параметров
Оценка обычно производится методом максимального правдоподобия. Пусть имеется выборка объёма {\displaystyle n} факторов {\displaystyle X} и зависимой переменной {\displaystyle Y}. Для данного номера наблюдения используем индекс {\displaystyle t}. Вероятность получения в наблюдении {\displaystyle t} значения {\displaystyle y_{t}} можно смоделировать следующим образом:
{\displaystyle P(Y=y_{t})=p^{y_{t}}(x_{t})(1-p(x_{t}))^{1-y_{t}}=(1-F(-x_{t}^{T}b))^{y_{t}}F^{1-y_{t}}(-x_{t}^{T}b)}
В самом деле, если {\displaystyle y_{t}=1}, то второй множитель очевидно равен 1, а первый как раз {\displaystyle p(x_{t})}, если же {\displaystyle y_{t}=0}, то первый множитель равен единице, а второй — {\displaystyle (1-p(x_{t}))}. Предполагается, что данные независимы. Поэтому функцию правдоподобия можно получить как произведение вышеуказанных вероятностей:
{\displaystyle L(b)=\prod _{t=1}^{n}(1-F(-x_{t}^{T}b))^{y_{t}}F^{1-y_{t}}(-x_{t}^{T}b)}
Соответственно логарифмическая функция правдоподобия имеет вид:
{\displaystyle l(b)=\sum _{t=1}^{n}y_{t}\ln(1-F(-x_{t}^{T}b))+(1-y_{t})\ln F(-x_{t}^{T}b)}
Максимизация данной функции по неизвестным параметрам позволяет получить состоятельные, асимптотически эффективные и асимптотически нормальные оценки параметров. Последнее означает, что:
{\displaystyle {\sqrt {n}}({\hat {b}}-b)\ {\xrightarrow {d}}\ {\mathcal {N}}(0,\,\Omega ^{-1}),}
где {\displaystyle \Omega ^{-1}} — асимптотическая ковариационная матрица оценок параметров, которая определяется стандартным для метода максимального правдоподобия способом (через гессиан или градиент логарифмической функции правдоподобия в оптимальной точке).

## Показатели качества и тестирование модели
- Статистика отношения правдоподобия

{\displaystyle LR=2(l_{1}-l_{0})},
где {\displaystyle l_{1},l_{0}} — значения логарифмической функции правдоподобия оцененной модели и ограниченной модели, в которой {\displaystyle p(x)} является константой (не зависит от факторов x, исключая константу из множества факторов).
Данная статистика, как и в общем случае использования метода максимального правдоподобия, позволяет тестировать статистическую значимость модели в целом. Если её значение достаточно большое (больше критического значения распределения {\displaystyle \chi ^{2}(k)}, где {\displaystyle k}-количество факторов (без константы) модели), то модель можно признать статистически значимой.
Также используются аналоги классического коэффициента детерминации, например:
- Псевдо-коэффициент детерминации:

{\displaystyle R_{pseudo}^{2}=1-{\frac {1}{1+LR/n}}={\frac {LR}{LR+n}}}
- Коэффициент детерминации МакФаддена (индекс отношения правдоподобия):

{\displaystyle R_{McFadden}^{2}=LRI=1-l_{1}/l_{0}}
Оба показателя меняются в пределах от 0 до 1.
- Информационные критерии: информационный критерий Акаике (AIC), байесовский информационный критерий Шварца (BIC, SC), критерий Хеннана-Куина (HQ).

Важное значение имеет анализ доли правильных прогнозов в зависимости от выбранного порога классификации (с какого уровня вероятности принимается значение 1). Обычно применяется ROC-кривая для оценки качества модели и показатель AUC - площадь под ROC-кривой.
- Статистика Хосмера-Лемешоу (H-L, HL, Hosmer-Lemeshow). Для расчета данной статистики выборка разбивается на несколько подвыборок, по каждой из которых определяются — фактическая доля данных со значением зависимой переменной 1, то есть фактически среднее значение зависимой переменной по подвыборке

{\displaystyle p_{j}={\overline {y}}_{j}=\sum _{i=1}^{n_{j}}{y}_{ij}/n_{j}}
и предсказанная средняя вероятность по подгруппе
{\displaystyle {\overline {\hat {p}}}_{j}=\sum _{i=1}^{n_{j}}{\hat {p}}_{ij}/n_{j}}.
Тогда значение статистики HL определяется по формуле
{\displaystyle HL=\sum _{j=1}^{J}{\frac {n_{j}(p_{j}-{\overline {\hat {p}}}_{j})^{2}}{{\overline {\hat {p}}}_{j}(1-{\overline {\hat {p}}}_{j})}}}
Точное распределение данной статистики неизвестно, однако авторы методом симуляций установили, что оно аппроксимируется распределением {\displaystyle \chi ^{2}(J-2)}.
- Статистика Эндрюса (Andrews)